# Bosko at the Beach
Pour plus de détails, voir Fiche technique et Distribution.
Bosko at the Beach est un dessin animé américain réalisé par Hugh Harman, produit par la Warner Bros. Pictures, dans la série des Bosko (Looney Tunes), sorti en 1932.
Il a été réalisé par Hugh Harman et produit par Hugh Harman et Rudolf Ising. De plus, Leon Schlesinger est crédité comme producteur associé.

## Fiche technique
- Titre original : Bosko at the Beach
- Titre en français : Bosko à la plage
- Réalisation : Hugh Harman
- Producteurs : Hugh Harman, Rudolf Ising et Leon Schlesinger
- Musique : Frank Marsales
- Production : Leon Schlesinger Studios
- Distribution : Warner Bros. Pictures
- Durée : 7 minutes
- Format : Noir et blanc - son mono - 1,37:1 - 35 m - procédé cinématographique : sphérique
- Longueur : 200 mètres (une bobine)
- Langue : anglais
- Pays de  production : États-Unis
- Genre : Court métrage de dessin animé comique
- Date de sortie : 
  - États-Unis : 23 juillet 1932
- Licence : Domaine public[1]